# Balatonederics
Balatonederics je vas na Madžarskem, ki upravno spada pod podregijo Tapolcai Županije Veszprém.